# Thlypopsis
Genre
Le genre Thlypopsis regroupe huit espèces d'oiseau nommées tangaras.

## Liste d'espèces
Selon la classification de référence du Congrès ornithologique international (15.1, 2025) :
- Thlypopsis fulviceps - Tangara à tête fauve
- Thlypopsis inornata - Tangara à ventre roux
- Thlypopsis sordida - Tangara à tête orange
- Thlypopsis pyrrhocoma - Tangara à tête marron
- Thlypopsis ruficeps - Tangara à ventre jaune
- Thlypopsis superciliaris - Tangara bridé
- Thlypopsis ornata - Tangara à flancs roux
- Thlypopsis pectoralis - Tangara à flancs bruns